# Sango Otta
Sango Otta este un oraș din statul Ogun, Nigeria. Are 163.783 de locuitori.